# Kimberly Po-Messerli
Kimberly Po-Messerli (Po, sobrenome de solteira, Rolling Hills, 20 de outubro de 1971) é uma ex-tenista profissional estadunidense

## Grand Slam finais

### Duplas: 1 (0-1)
| Posição | Ano  | Campeonato | Piso | Parceira         | Oponentes                  | Placar        |
| Vice    | 2001 | US Open    | Duro | Nathalie Tauziat | Lisa Raymond Rennae Stubbs | 6–2, 5–7, 7–5 |

### Duplas Mistas: 2 (1-1)
| Posição | Ano  | Campeonato | Piso  | Parceiro       | Oponentes                    | Placar      |
| Vice    | 1999 | US Open    | Duro  | Donald Johnson | Ai Sugiyama Mahesh Bhupathi  | 6–4, 6–4    |
| Campeã  | 2000 | Wimbledon  | Grama | Donald Johnson | Kim Clijsters Lleyton Hewitt | 6–4, 7–6(3) |